# Parque Murillo Toro
El Parque Murillo Toro es una plaza de la ciudad de Ibagué de Colombia. Ubicada frente al edificio de la Gobernación del Tolima entre las carreras 3 y 4 con calles 10A y 11, ha sido tradicionalmente sitio de reuniones políticas y eventos culturales. En ese sentido recoge la historia política y cultural de Ibagué siendo sitio de encuentro y reunión de la clase dirigente del Tolima y escenario cultural y folclórico de la ciudad.
En el interior de la plaza se encuentra un monumento a Manuel Murillo Toro, una fuente y una escultura llamada "La Guitarra" que es una representación de la música que fue puesta en 2013.
Lleva el nombre del importante político tolimense Manuel Murillo Toro, líder del liberalismo colombiano durante buena parte de la segunda mitad del siglo XIX. Murillo es el personaje insignia de lo que en la historia de Colombia se conoce como el "Olimpo Liberal" y ocupó la presidencia de la República en dos oportunidades: De 1864 a 1866 y de 1872 a 1874. 
El parque es fundado como Plazuela Santo Domingo debido a que era el atrio de un convento con el mismo nombre, que perdería relevancia debido a la fomentación del laicismo, pero cambia la situación cuando Manuel Casabianca, gobernador del Tolima adquiere terrenos al frente de la plazuela para iniciar con la construcción de la gobernación.
Para el año 1822 es renombrada como Plazuela de San Simón debido a la cercanía que había con la institución educativa del mismo nombre (hoy sede del Banco de la República), todo por órdenes de Francisco de Paula Santander.
En 1830, Federico Pin y Pietro Giulio D'Anchiardi remodelan la plaza a un modelo historicista y en 1920 se amplía en tamaño.
Para 1892, la sede del antiguo convento y el colegio San Simón fue remodelado y a su vez el parque, que adquirió unas vallas metálicas y una puerta de piedra blanca labrada y con un arco al estilo francés, sin embargo, en 1921 fueron retirados todos estos ornamentos que rodeaban la plaza para pasar a barandas de concreto y durante la misma época se construye el busto en honor a Manuel Murillo Toro.
Se recuerdan las reuniones políticas que convocaron el líder popular Jorge Eliécer Gaitán en 1947 y el maestro Darío Echandía en 1949, en desarrollo de sus respectivas candidaturas a la presidencia de la República, a nombre del partido Liberal. En la segunda mitad del siglo XX las más numerosas concentraciones políticas fueron convocadas por el candidato presidencial Alfonso López Michelsen en 1974 y por el senador Alberto Santofimio Botero, oriundo de la ciudad, en las dos oportunidades en que buscó la candidatura presidencial.
El parque, que evoca su memoria, ha sido objeto de remodelaciones, una de ellas lugar durante la alcaldía de Francisco José Peñaloza en su primer periodo, a través del departamento de Valorización dirigido por el arquitecto Héctor Francisco Galeano.
Las últimas remodelaciones fueron en 2013y 2018 cuando se reemplazaron la tonalidad, pasando de opacos a más coloridos, además se agregan bancas.